# Parexilisia simulator
Parexilisia simulator là một loài bướm đêm thuộc phân họ Arctiinae, họ Erebidae.